# Teatro de Balbo

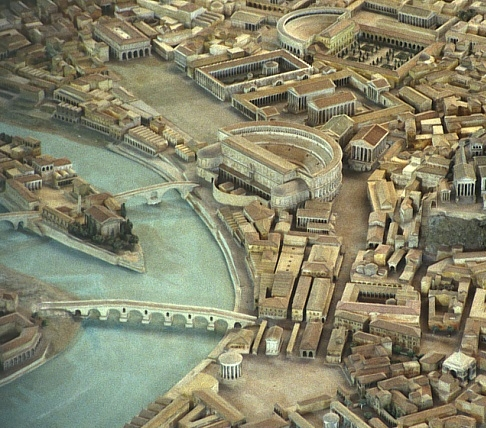
Maqueta de Roma, que representa en primer plano el Teatro de Marcelo y en segundo plano el Teatro de Balbo con la Crypta Balbi al lado.

El Teatro de Balbo (en latín: Theatrum Balbi) era uno de los tres teatros de la Roma antigua, el más pequeño pero también el más elaborado desde el punto de vista decorativo.

## Historia y estructura

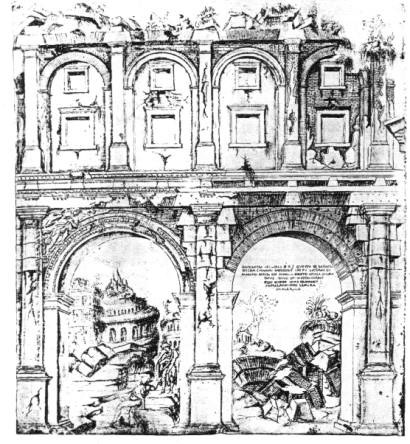
Reproducción de un dibujo de Giuliano da Sangallo considerado erróneamente en la época como los restos de la Crypta Balbi (1561). El edificio estaba situado en realidad en la Via dei Calderari.

Fue construido en piedra por Lucio Cornelio Balbo, banquero y amigo de Augusto, con el botín de su victoria sobre los garamantes y dedicado en 13 a. C.; destruido por el fuego durante el reinado de Tito (probablemente en 79), fue posteriormente restaurado, probablemente por Domiciano. Durante la Edad Media se instalaron allí tiendas, y la calle que pasaba por delante recibió el nombre de Via delle Botteghe Oscure.
El teatro podía albergar a 7700 espectadores, y estaba decorado lujosamente: eran particularmente famosas cuatro columnillas de ónix colocadas por Balbo en el teatro.
Del teatro se conservan en la actualidad restos en opus quadratum y opus reticulatum de la parte inferior de la cávea; a espaldas del teatro estaba la porticus post scaenam, la Crypta Balbi.
| Planimetría del Campo de Marte meridional |
| --- |
| Tíber Navalia Circo Flaminio Teatro de Marcelo T. de Diana T. de la Piedad T. de Jano T. de Juno T. de Speos Templo de Belona Templo de Apolo Sosiano Templo de Júpiter Estator Templo de Juno Regina Pórtico de Octavia Pórtico de Filipo T. de Hércules Pórtico de Octavio Teatro de Balbo Cripta Balbi Pórtico de Minucius T. de las Ninfas Diribitorium T. de Juturna T. de la Fortuna T. de Feronia T. de los Lares Permarini Curia de Pompeyo Pórtico de Pompeyo Teatro de Pompeyo Templo de Venus Victrix Templo de Marte Santuario de Hércules Magnus Custos Templo de Cástor y Pólux Puente Fabricio Isla Tiberina Porticus Maximae T. de Neptuno Divorum Villa Pública Hecatostylum T. de la Fortuna ecuestre Anfiteatro de Estatilio Tauro (?) |